# Den leváků

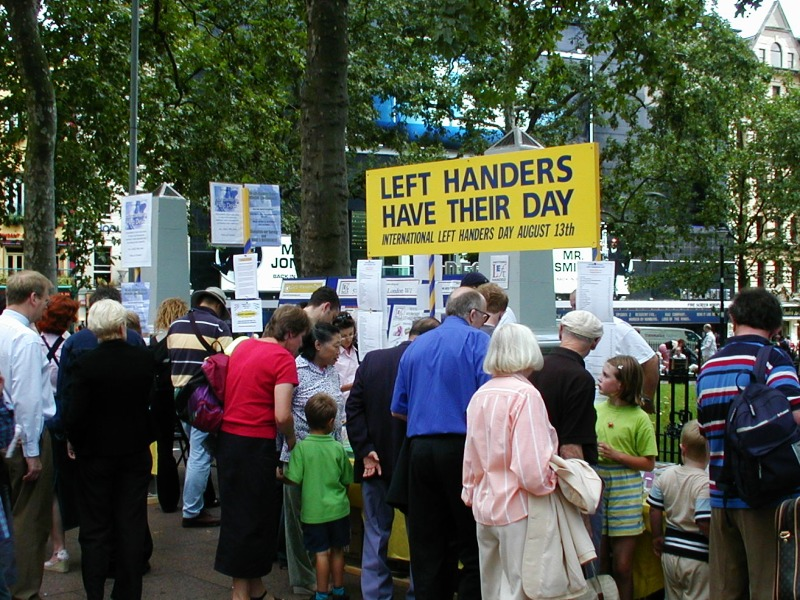
2002

Den leváků je den věnovaný připomenutí leváků v převážně pravostranně orientovaném světě. Od roku 1992, kdy The Left-Hander's Club v Británii poprvé vyhlásil den leváků, se koná 13. srpna.
V tento den se konají akce upozorňující na výhody a nevýhody leváctví. Mezi takové akce patří sportovní zápasy leváků proti pravákům, levácké pití čaje, otevírání zátek leváckou vývrtkou v restauracích, kde hosté hrají hospodské hry pouze levou rukou, nebo „levácké zóny“, kde jsou praváci nuceni dělat každodenní činnosti leváckými nástroji.